# Alessandra Mangiacapra
Alessandra Mangiacapra (10 de julio de 1999) es una deportista italiana que compite en karate, en la modalidad de kumite.
Ganó una medalla de bronce en el Campeonato Mundial de Karate de 2021 y dos medallas de bronce en el Campeonato Europeo de Karate, en los años 2021 y 2023. En los Juegos Europeos de Cracovia 2023 consiguió una medalla de bronce.

## Palmarés internacional
| Campeonato Mundial | Campeonato Mundial      | Campeonato Mundial | Campeonato Mundial |
| Año                | Lugar                   | Medalla            | Prueba             |
| ------------------ | ----------------------- | ------------------ | ------------------ |
| 2021               | Dubái (EAU)             | Medalla de bronce  | Por equipos        |
| Juegos Europeos    |                         |                    |                    |
| Año                | Lugar                   | Medalla            | Prueba             |
| 2023               | Bielsko-Biała (Polonia) | Medalla de bronce  | –61 kg             |
| Campeonato Europeo |                         |                    |                    |
| Año                | Lugar                   | Medalla            | Prueba             |
| 2021               | Porec (Croacia)         | Medalla de bronce  | Por equipos        |
| 2023               | Guadalajara (España)    | Medalla de bronce  | Por equipos        |